# Hodensackinfusion

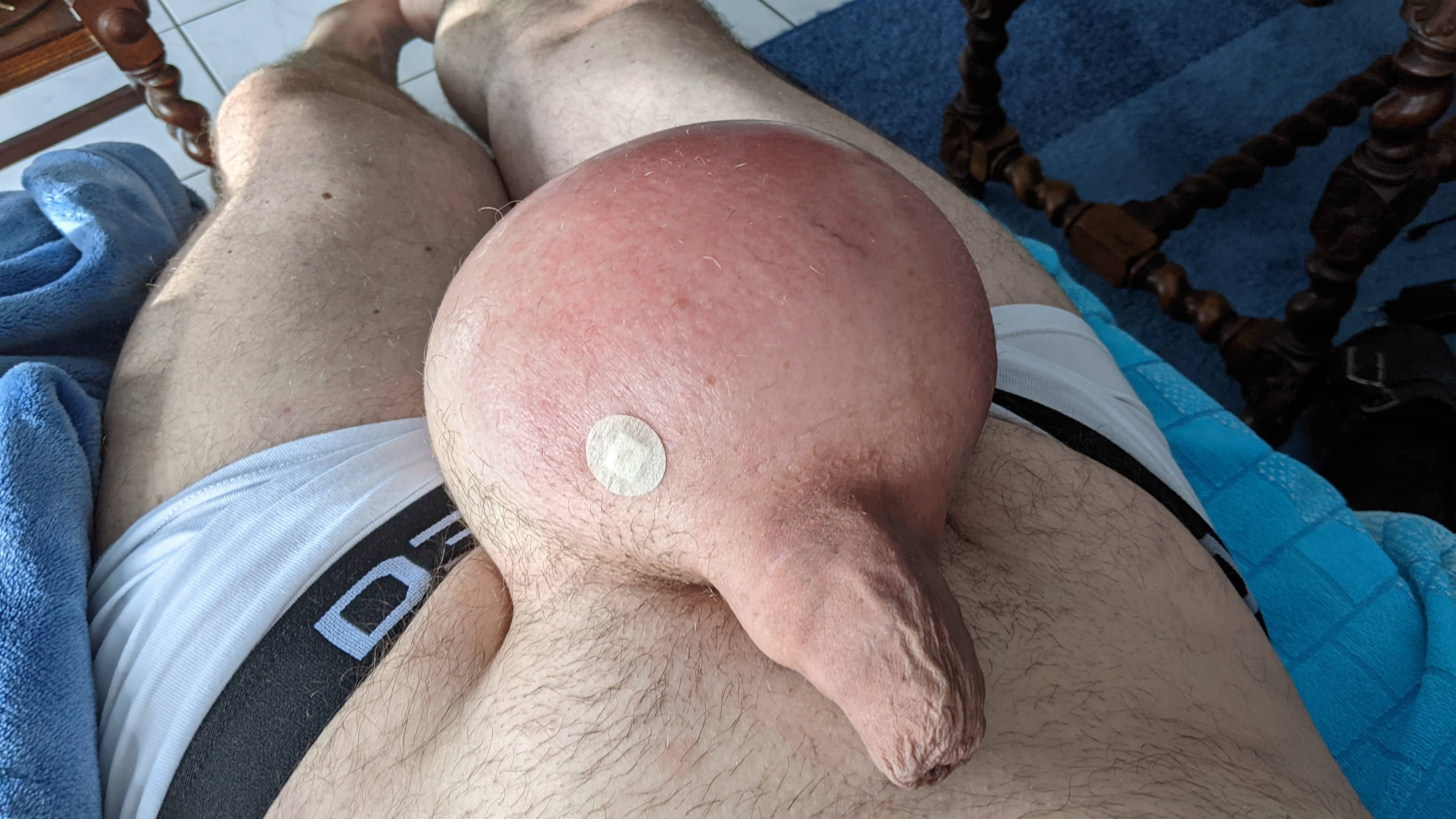
Hodensackinfusion

Bei einer Hodensackinfusion, auch Ballooning oder Saline genannt, wird sterile isotone Kochsalzlösung langsam in den Hodensack des Mannes infundiert. Dies führt zu einem geschwollenen, schwer hängenden Hodensack, was bei entsprechenden Vorlieben als erotisch empfunden wird. Es handelt sich also um eine absichtlich induzierte Hydrozele. 
Seit einiger Zeit wird auch sterile Glucoselösung für die Hodensackinfusion verwendet, wobei bei geringerer Infusionsmenge eine stärkere Vergrößerung des Hodensacks gegenüber einer Infusion mit isotoner Kochsalzlösung erreicht wird. Die Wirkung einer Glucoseinfusion hält ebenfalls länger an als die einer Infusion mit isotoner Kochsalzlösung.
Da auch größere Flüssigkeitsmengen über einen längeren Zeitraum infundiert werden können und der Körper diese Menge an Flüssigkeit nicht sofort abbaut, dauert es einige Tage, bis die Schwellung zurückgeht. Während dieser Tage muss der Hodensack weiterhin genau beobachtet werden, um eine eventuell auftretende Infektion zu erkennen.

## Risiken
Da es sich bei dieser Praktik um einen Eingriff handelt, kann es immer zu einer Infektion kommen. Sterile Instrumente sollten selbstverständlich sein, schließen die Möglichkeit einer Infektion jedoch nicht aus.
Besonders gefürchtet ist die „Fournier’sche Gangrän“, bei der es zur Wanderung der Infektion durch alle Wandschichten des Hodens und der umgebenden Weichteile kommt und große Anteile der Haut absterben können. Diese schwere Komplikation kann auch zum Tode führen.
Eine schwere Infektion des Hodensacks kann eventuell sogar die Zeugungsfähigkeit gefährden. Durch die Einstiche auftretende Hämatome brauchen meist länger, bis sie wieder verschwunden sind.
Männer, die an einem Hodenhochstand litten, der durch eine Orchidopexie korrigiert wurde, dürfen diese Praktik nicht anwenden, da der Hoden nicht mehr frei beweglich ist, sondern am Hodensack angewachsen ist. Durch die Dehnung des Hodensacks würde die Gefahr bestehen, dass der Hoden abstirbt.
Es sollte keine Flüssigkeit in den Hoden selbst infundiert werden, da sich dort die Spermien bilden und der dann im Hoden auftretende Druck nicht förderlich für die Spermienbildung ist.